# عمليات الثأر المقدس
عمليات الثأر المقدس هي تسمية أطلقتها حركة حماس على سلسلة العمليات الانتحارية التي نفذتها بجناحها العسكري كتائب عز الدين القسام، التي أتت رداً على اغتيال القائد يحيى عياش، واستمرت حتى عام 1996 .
وقد قاد هذه العمليات القائد القسامي الأسير حسن سلامة بعد اغتيال الجيش الصهيوني للمهندس يحيى عياش، حيث انتقل القائد حسن سلامة من قطاع غزة إلى الضفة الغربية لتنفيذ المهمة الموكلة له من القائد محمد الضيف.
وقد بدأت عمليات الرد القسامي بعد اغتيال المهندس بأربعين يوماً في سلسلة من العمليات الانتحارية، كانت باكورة الرد عملية مجدي أبو وردة، إلى جانب إبراهيم السراحنة في نفس اليوم، ولحقه رائد الشرنوبي بتاريخ 3/3/1996م .
أدّت هذه العمليات الثلاث إلى مقتل نحو (46) صهيونياً وجرح نحو (163) آخرين.